# Phage M13
Pour les articles homonymes, voir M13.
Espèce
Le phage M13 est un virus dont les plasmides sont utilisés pour la recombination d'ADN car ils ne lysent pas la cellule hôte. Toutefois une diminution de la croissance cellulaire chez les cellules infectées est observée. Ce virus n'affecte pas l'Homme.
En 2006, des chercheurs du MIT ont modifié l'ADN du virus M13 pour produire une protéine qui se complexe avec les ions cobalt en solution, donnant de l'oxyde de cobalt, un matériau possédant une assez haute capacité de stockage de l'énergie, plus élevée que celle des batteries lithium-ion actuelles, basées sur le carbone.

## Note
1. ↑  [PDF] Virus Taxonomy – 1999 The Universal System of Virus Taxonomy, updated to include the new proposals ratified by the International Committee on Taxonomy of Viruses during 1998, C.R. Pringle